# Pițiga
Pițiga falu Romániában, Erdélyben, Fehér megyében.

## Fekvése
Muska közelében fekvő település.

## Története
Piţiga korábban Muska része volt. 1956 körül vált külön 210 lakossal.
1966-ban 231, 1977-ben 231 román lakosa volt. 1992-ben 206 lakosából 205 román, 1 magyar, a 2002-es népszámláláskor pedig 188 román lakosa volt.